# Kayleigh Barton
Kayleigh Barton (Cardiff, 22 maart 1988) is een voormalig voetbalspeelster uit Wales. Ze speelde als aanvaller voor onder andere Brighton & Hove Albion en Charlton Athletic in de Super League en het Championship.

## Vroegere leven
Barton werd geboren in Cardiff en groeide op in de wijk Llanederyn. Ze is een van die vier kinderen van Dave en Cathy Sellwood. Barton heeft drie broers. Als tiener voetbalde ze geregeld, maar op zestienjarige leeftijd stopte om meer prioriteit aan werken te kunnen geven. Ze werkte bij de Tesco, Morrissons, een callcenter en studeerde.

## Clubcarrière
Barton keerde in 2012 terug als voetbalster door voor Cardiff City te gaan spelen. Vier jaar later stapte ze over naar het Engelse Yeovil Town. Ook werd ze een halfjaar verhuurd aan ASD Chieti in de Italiaanse Serie B. Barton kwam tot vijf wedstrijden tijdens haar periode in Italië. In 2018 voegde ze zich bij Super Leagueclub Brighton & Hove Albion nadat haar contract bij Yeovil was afgelopen. Ze werd door haar overstap naar Brighton een fulltimeprof, nadat ze eerder werkte naast het voetballen.
Op 18 oktober 2020 leek Barton met twee keer geel van het veld gestuurd te worden in een 2-2 gelijkspel tegen Everton FC, maar scheidsrechter Lucy Oliver had niet door dat het haar twee betrof waardoor Barton op het veld mocht blijven staan. Everton hoofdtrainer Willie Kirk was furieus over de flater van de scheidsrechter.
Op 19 juli 2023 tekende Barton een eenjarig contract bij Charlton Athletic. Ze was twee seizoenen actief bij de club.
Barton maakte op 12 augustus 2025 bekend een einde aan haar profcarrière te hebben gemaakt.

## Statistieken
| Seizoen | Club                   | Land     | Competitie   | Wedstrijden | Doelpunten |
| ------- | ---------------------- | -------- | ------------ | ----------- | ---------- |
| 2018/19 | Brighton & Hove Albion | Engeland | Super League | 18          | 2          |
| 2019/20 | Brighton & Hove Albion | Engeland | Super League | 16          | 2          |
| 2020/21 | Brighton & Hove Albion | Engeland | Super League | 16          | 0          |
| 2021/22 | Brighton & Hove Albion | Engeland | Super League | 18          | 3          |
| 2022/23 | Brighton & Hove Albion | Engeland | Super League | 19          | 1          |
| 2023/24 | Charlton Athletic      | Engeland | Championship | 21          | 7          |
| 2024/25 | Charlton Athletic      | Engeland | Championship | 17          | 0          |
| Totaal  | Totaal                 | Totaal   | Totaal       | 38          | 7          |

Laatste update: 12 augustus 2025

## Interlandcarrière
Barton maakte haar debuut voor het Welshe nationale team in een wedstrijd tegen Noorwegen in 2012.
Barton werd opgenomen in de Welshe selectie voor op de Cyprus Women's Cup in 2016. Op dit toernooi kwam ze tot scoren in de 34ste minuut van een wedstrijd tegen Finland op 2 maart 2016. twee jaar later maakte ze opnieuw onderdeel uit van de Welshe selectie op de Cyprus Women's Cup. Door bondscoach Jayne Ludlow werd Barton in een wedstrijd tegen Finland als spits gepositioneerd, terwijl ze verdedigster is. Ze wist gelijk tot scoren te komen.
Barton was onderdeel van de Welshe selectie die in 2023 de tweede plaats wist te behalen in de Pinatar Cup.
Op 19 oktober 2024 werd ze geselecteerd voor de beslissende play-offs in de kwalificatiereeks voor het EK 2025.
Wales wist zich te plaatsen voor het eindtoernooi in Zwitserland en in juni 2025 werd Barton opgenomen in de Welshe selectie voor op het EK 2025.